# اتحادیه فوتبال زنگبار
اتحادیه فوتبال زنگبار (سواحلی: Chama cha Mpira wa Miguu Zanzibar) نهاد اداره‌کننده مسابقات فوتبال و فوتسال در کشور زنگبار است.
این سازمان که در سال ۱۹۲۶ تأسیس شده عضو کنفدراسیون فوتبال آفریقا نیز می‌باشد و مقر آن در شهر زنگبار است.